# Anne-Madeleine Rémusat
Anne-Madeleine Rémusat (29. listopadu 1696, Marseille – 15. února 1730, tamtéž) byla francouzská řeholnice Řádu Navštívení Panny Marie a mystička.

## Život
Narodila se 29. listopadu 1696 v Marseille do zbožné a bohaté rodiny. Pokřtěna byla ve stejný den v kostele Notre-Dame-des-Accoules.
V devíti letech požádala o povolení vstoupit do kláštera Vizitantek. Rodiče prvně odmítali její vstup do kláštera, nakonec jí dovolili vstoupit do kláštera kde byla řeholníci jejich příbuzná. Roku 1709 se vrátila domů, ale její duchovní povolání v kontaktu s nemocnými a chudými.
Roku 1711 se stala postulantkou kláštera Grandes-Maries, kde se nacházela kaple zasvěcená Nejsvětějšímu Srdci Ježíšovu. Dne 14. ledna 1712 vstoupila do noviciátu s přijetím řeholního jména Anne-Madeleine. Později vstoupila do stejného kláštera i její sestra, která přijala jméno Anne-Victoire. Dne 23. ledna 1713 složila své řeholní sliby.
Dne 17. října 1713 údajně zažila zjevení Ježíše spojeného s jeho Nejsvětějším Srdcem. Když se pověst o její svatosti stala známou, mnozí lidé si k ní přicházeli pro radu.
Napsala stanovy pro Společenství ustavičné adorace Nejsvětějšího Srdce založeného roku 1718 Henrim-François-Xavier de Belsunce de Castelmoronem.
Roku 1720 jí Bůh během moru uložil zavedení slavnosti Nejsvětějšího Srdce, kterou biskup de Belsunce ustanovil 22. října. Dne 1. listopadu zasvětil diecézi a město Nejsvětějšímu Srdci. V reakci na žádosti francouzských biskupů vyhlásil papež Pius IX. v roce 1856 svátek Nejsvětějšího Srdce.
Smrtelně onemocněla a 15. února 1730 zemřela. Její srdce je uloženo v bazilice Sacré-Cœur v Paříži.

## Proces svatořečení
Její proces svatořečení byl zahájen 24. prosince 1891 v marseillské arcidiecézi. Dne 15. února 2014 byl její proces obnoven.